# Castelnau-sur-l'Auvignon
 Castelnau-sur-l'Auvignon  là một xã thuộc tỉnh Gers trong vùng Occitanie tây nam nước Pháp. Xã này có độ cao trung bình 166 mét trên mực nước biển.